# Hansiella fragilis
Hansiella fragilis is een hydroïdpoliep uit de familie Ptilocodiidae. De poliep komt uit het geslacht Hansiella. Hansiella fragilis werd in 1980 voor het eerst wetenschappelijk beschreven door Bouillon. 